# Surveillante (1917)
Surveillante – francuskie awizo (kanonierka) z okresu I wojny światowej, jeden z ośmiu zbudowanych okrętów typu Friponne. Jednostka została zwodowana w 1917 roku w stoczni Arsenal de Brest w Breście i w tym samym roku przyjęto ją do służby w Marine nationale. W maju 1917 roku kanonierka staranowała i zatopiła włoski torpedowiec „Scorpione”. Okręt został skreślony z listy floty w 1938 roku.

## Projekt i budowa
Awiza typu Friponne, klasyfikowane początkowo jako kanonierki do zwalczania okrętów podwodnych, zostały zamówione na podstawie wojennego programu rozbudowy floty francuskiej z 1916 roku. Okręty były w zasadzie identyczne z awizami typu Ardent, różniąc się głównie rodzajem siłowni – silnikami Diesla w miejsce napędu parowego, dzięki czemu znacznie wzrósł zasięg pływania. Początkowo planowano budowę 13 jednostek, jednak ukończono jedynie osiem. Później klasyfikowane były jako awiza 2. klasy .
„Surveillante” zbudowany został w stoczni Arsenal de Brest. Stępkę okrętu położono w 1915 roku, został zwodowany w 1917 roku, a do służby w Marine nationale wszedł w 1917 roku .

## Dane taktyczno-techniczne
Okręt był kanonierką przeznaczoną do zwalczania okrętów podwodnych. Długość całkowita kadłuba wynosiła 66,4 metra, szerokość 7 metrów i zanurzenie 2,8 metra . Wyporność normalna wynosiła 315 ton. Okręt napędzany był przez dwa silniki wysokoprężne Sulzer o łącznej mocy 900 KM, poruszające dwoma śrubami (jednostka nie posiadała komina). Maksymalna prędkość okrętu wynosiła 14,5 węzła . Okręt zabierał 30 ton paliwa, co pozwalało osiągnąć zasięg wynoszący 3000 Mm przy prędkości 10 węzłów (lub 1600 Mm przy 15 węzłach).
Uzbrojenie kanonierki składało się z dwóch pojedynczych dział kalibru 100 mm M1897 L/40 i dwóch zrzutni bomb głębinowych .
Załoga okrętu liczyła 54 oficerów, podoficerów i marynarzy .

## Służba
Kanonierka służyła podczas I wojny światowej na Morzu Śródziemnym i w latach 1916-1918 używana była we francuskich Siłach Patrolowych Algierii. 14 kwietnia 1917 roku udzielała pomocy transportowcowi „Gange” uszkodzonemu na minie. 15 maja 1917 roku omyłkowo staranowała i zatopiła włoski torpedowiec „Scorpione” koło Pantellerii . Przez pewien czas nosiła na dziobie znak burtowy: S. Pod koniec wojny lub po niej została przystosowana do roli trałowca. Jednostka została wycofana ze służby w 1938 roku .